# Wodze

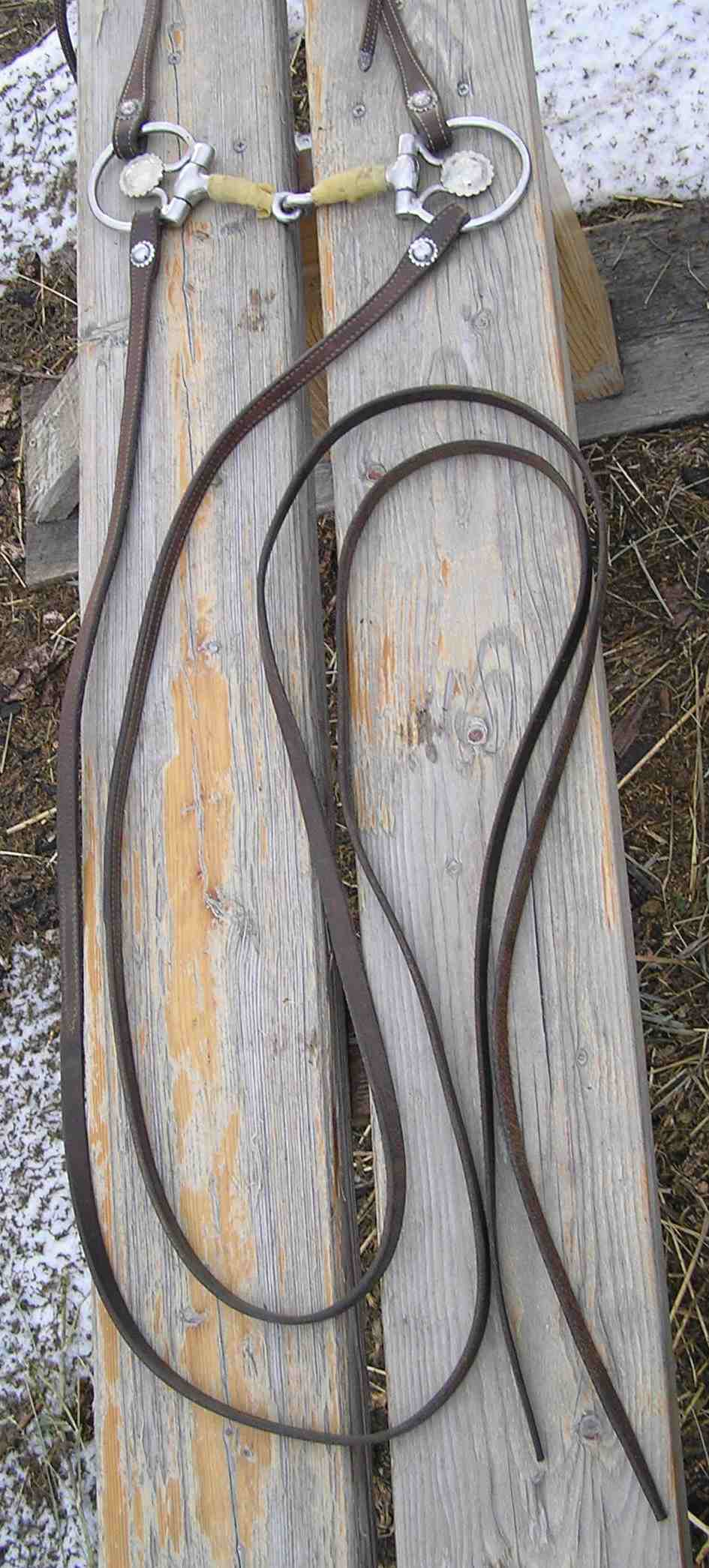
Wodze z wędzidłem

Wodze – skórzane, parciane lub gumowe pasy połączone z wędzidłem, przy pomocy których jeździec utrzymuje kontakt z pyskiem konia poprzez kiełzno i w ten sposób przekazuje koniowi sygnały. 
Lejce, rzadziej też: lejc, wodze – dłuższe pasy wykorzystywane w podobnym celu w powożeniu.

## Zobacz też

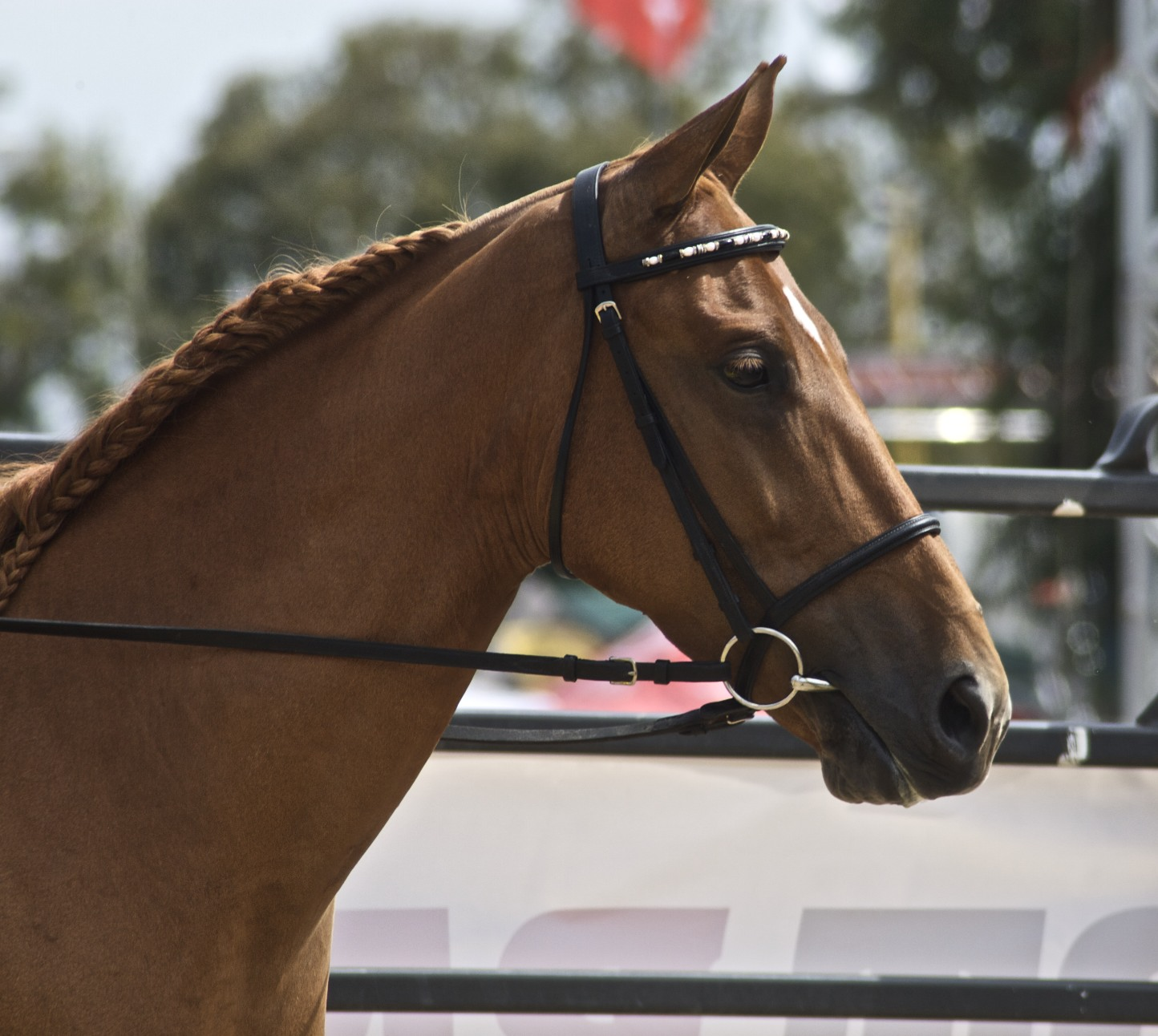
Ogłowie, wędzidło i wodze na głowie konia
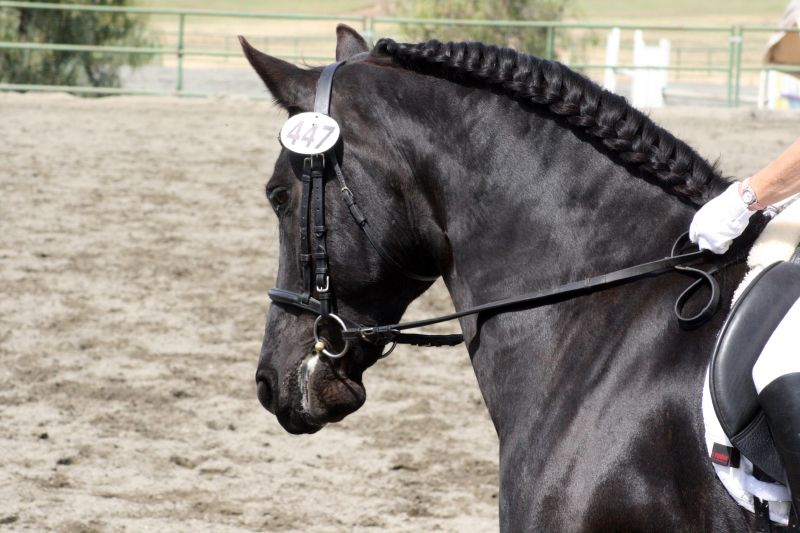
Działanie wodzami
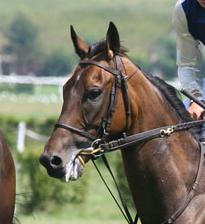
Wodze konia wyścigowego